# Ernest Bošnjak
Ernest Bošnjak (u mađ. izvorima i kao Bosnyák Ernő) (Sombor, 1. siječnja 1876. – Sombor, 9. kolovoza 1963.) je bio jednim od začetnika kinematografije na području bivše Jugoslavije. Bio je filmskim redateljem, snimateljem i producentom. Osnivač je i vlasnik prvog kina u Južnoj Ugarskoj i izumitelj tiskarskog stroja za tiskanje plakata u četiri boje. Podrijetlom je bio bunjevački Hrvat.
Pored njegovog rada na području kinematografije odnosno filma, bio je značajan i u tiskarstvu. 
1906. je otvorio kino-dvoranu u Somboru, a nešto poslije je dao sagraditi novu zgradu za kino.
Snimao je kratke i dokumentarne filmove. Valja navesti da je autorom prve animirane reklame, Potraži, naći ćeš milijun, na području Jugoslavije.
1909. je snimio prvi igrani film Ples djevojaka u somborskom parku. 
Životni san mu je bio napraviti Hollywood u Somboru. Nakon rata je u tom pravcu je pokrenuo nekoliko projekata, no još za Kraljevine SHS su ti projekti propali, jer mu niti somborske vlasti niti mjesni financijski moćnici nisu pokazali razumijevanje za njegove projekte, tako da je propalo filmsko poduzeće u koje je uložio svoj kapital. 
Nakon toga se vratio tiskarstvu i izdavaštvu, no nije napustio snimanje filmova.
Tek pred kraj života je naišao na nekakvo razumijevanje za svoj rad i to za vrijeme socijalističke Jugoslavije. Kao zaslužni umjetnik Jugoslavije, dobio je umjetničku mirovinu.
Umro je u rodnom Somboru 1963.
O životu Ernesta Bošnjaka napisana je i izvedena kazališna predstava "Kad bi Sombor bio Hollywood" u dramatizaciji i režiji Radoslava Zlatana Dorića, a u izvođenju Srpskog narodnog pozorišta iz Novog Sada (1993.)

## Nagrade
- zaslužni umjetnik Jugoslavije
- plaketa jugoslavenske kinematografije za pionirski rad

## Vanjske poveznice
- (srp.) Srpski film Ernest Bošnjak